# Communauté de communes du Saintois au Vermois
Ne doit pas être confondu avec Communauté de communes du Saintois ou Communauté de communes du Pays du Saintois.
La communauté de communes du Saintois au Vermois (CCSV) est une ancienne communauté de communes française, qui était située dans le département de Meurthe-et-Moselle, et inspirée par les régions informelles du Saintois et du Vermois.

## Histoire
La communauté de communes est dissoute le 1er janvier 2014, par arrêté préfectoral du 27 décembre 2013.
Les 5 communes de Flavigny-sur-Moselle, Frolois, Méréville, Pierreville et Pulligny rejoignent la Communauté de communes Moselle et Madon. Les 3 communes de Lupcourt, Saffais et Ville-en-Vermois intègrent la Communauté de communes des Pays du Sel et du Vermois. Les 2 communes de Tonnoy et Ferrières adhèrent à la Communauté de communes du Bayonnais.

## Composition
Cette communauté de communes était composée des 10 communes suivantes :
1. Flavigny-sur-Moselle (siège)
2. Ferrières
3. Frolois
4. Lupcourt
5. Méréville
6. Pierreville
7. Pulligny
8. Saffais
9. Tonnoy
10. Ville-en-Vermois

## Administration
Le conseil communautaire est composé de 27 délégués, dont 3 vice-présidents.
| Période                                  | Période          | Identité                | Étiquette | Qualité                                   |
| ---------------------------------------- | ---------------- | ----------------------- | --------- | ----------------------------------------- |
| Les données manquantes sont à compléter. |                  |                         |           |                                           |
|                                          | 2008             | Jean-Luc Senault        |           | Maire de Flavigny-sur-Moselle (2001-2014) |
| 2008                                     | 1er janvier 2014 | Jean-François Guillaume |           | Maire de Ville-en-Vermois (depuis 2001)   |